# Henri Lecoq
Pour les articles homonymes, voir Lecoq.
Henri Lecoq est un botaniste et pharmacien français, né le 18 avril 1802 à Avesnes-sur-Helpe et mort le 4 août 1871 à Clermont-Ferrand.

## Biographie
Henri Lecoq est né dans le département du Nord. Ses études au collège municipal de la ville sont interrompues lorsque la France est envahie par les troupes alliées en janvier 1814. À cette date, il est déjà passionné par la botanique. En 1816 la pharmacie d'Avesnes le prend comme élève apprenti ; il y aborde la chimie et les matières médicales. En 1819 il s’inscrit à l’école de pharmacie de Paris, mais la quitte en 1820 pour aider son père à exploiter le grand domaine d'un riche industriel près de Saint-Hubert dans les Ardennes belges ; il y herborise à volonté. En 1821, il reprend les études de pharmacie à Paris, où il passe brillamment chaque examen de fin d'année. Sa thèse de pharmacie soutenue en août 1827 est intitulée « Recherches sur la fécondation des végétaux »,,.
En 1826 il est - selon une source - interne à l'hospice de la Salpêtrière à Paris, quand il obtient la chaire d'histoire naturelle de la faculté de Clermont, qui dépend du jardin botanique municipal de la ville,.
Il fonde en 1828 les Annales scientifiques, littéraires et industrielles de l'Auvergne.
Il épouse en 1830 la fille de son ami le docteur Vincent Nivet, d'Aigueperse. Cette même année il achète un hôtel particulier, une pharmacie rue Ballainvilliers, et s'associe au pharmacien Jean-Baptiste Bargoin pour fonder une entreprise commercialisant le « Café de glands doux Lecoq & Bargoin », préparation à base de glands de chêne vert, de céréales et de chicorée. Ce produit, concurrent du café mais vendu beaucoup moins cher, apporte une fortune conséquente aux deux fondateurs,. Mais sa femme est décédée l'année même de leur mariage, et il ne se remariera pas.
Il est directeur du jardin botanique (1826-1855) et du cabinet d'histoire naturelle de la ville,.
Il est également président de la Chambre de Commerce (1848-1871) ; vice-président de la Société centrale d'agriculture du Puy-de-Dôme[réf. nécessaire] ; fondateur de la Société d'Horticulture du Puy-de-Dôme. 
Côté enseignement, il est professeur d'histoire naturelle de la ville de Clermont puis de l'université de la ville (1826-1854). L'année 1854 assoit sa notoriété dans le monde scientifique : la faculté des sciences de Clermont est créée et il est nommé titulaire de la chaire d'histoire naturelle, passant d'une salle municipale à un amphithéâtre universitaire. Il devient à terme le doyen de cette faculté[réf. nécessaire]. Il donne aussi des cours à l'école préparatoire de médecine et de pharmacie de Clermont (1840-1860),.
Lecoq est élu membre correspondant de l'Académie des sciences, belles-lettres et arts de Savoie le 14 juillet 1837.
Il est membre correspondant de l'académie des Sciences de l'Institut de France, section Botanique (1859-1871) ; et membre correspondant de l'Institut égyptien.
La Société botanique de France, dont il est membre, le nomme président chargé de l'organisation de la session extraordinaire de l'année 1855, du 21 au 27 juillet à Clermont-Ferrand.
En mai 1871, il renonce à assurer ses cours et décède le 4 août, comme l'indique son acte de décès... et non le 14 août.
Il est inhumé au cimetière des Carmes de Clermont-Ferrand (allée 30, no 85).
Henri Lecoq, sans héritier direct, lègue à la ville de Clermont toutes ses collections et d'importantes sommes d'argent pour les entretenir. Son frère cède son hôtel particulier à la mairie pour la moitié de sa valeur, à condition qu’il devienne un musée municipal ; c'est l'actuel musée Lecoq, qui réunit toutes ses collections.
Il lègue des sommes importantes à la ville de Clermont-Ferrand, notamment pour la construction des serres du jardin des plantes.

## Carrière scientifique
Ses travaux lui apportent les compliments de grands scientifiques tels que Gregor Mendel et Charles Darwin qui le citent abondamment (voir plus bas). D'autres lui accordent moins de considération : par exemple Adolphe Brongniart le taxe de manque d'originalité et de profondeur ; ou encore Boreau (rayé de la liste des candidats à l'Institut de France pour sa démesure dans l'emploi abusif des taxons), qui définit les Études sur la géographie botanique de l'Europe comme « un volumineux verbiage ». Ces derniers acceptent mal le mélange des genres chez Lecoq qui fait souvent côtoyer réflexions théoriques et un sens aigu de l'observation, avec des anecdotes de vulgarisation et des descriptions dignes d'un auteur romantique. De cette association de différents styles considérés par certains comme incompatibles, s'ensuit une réputation contrastée dans la communauté scientifique,,.

### Botanique
Son domaine de prédilection est la botanique, et en particulier l'hybridation végétale, avant la mise au point de la théorie de l'évolution par Charles Darwin. Lecoq correspond avec les scientifiques de son époque,,, et son œuvre est citée par Gregor Mendel et par Darwin. Mendel le place parmi les cinq principaux précurseurs des études sur les lois de l'hérédité avec son ouvrage De la fécondation naturelle et artificielle des végétaux et de l'hybridation (1845),.
La flore d'Auvergne de Lecoq et Martial Lamotte n'est pas la première pour cette région : l'abbé Antoine Delarbre (1724-1813) les a devancé sur ce sujet. Mais Lecoq contribue à populariser la classification des plantes. Il étudie les organes descriptifs, et les végétaux utilisés pour le fourrage des animaux.
On peut remarquer dans Le Mont-Dore et ses environs l'introduction de la notion d'« association de plantes »,, originale s'il en est et qui démontre l'inexactitude de l'opinion de Brongniart au sujet de ce naturaliste.
Espèces nommées
Huit espèces ont été décrites par Lecoq selon l'IPNI.
Trois espèces, décrites en collaboration avec Martial Lamotte dans le Catalogue raisonné des plantes vasculaires du Plateau central de la France, sont encore valides, dont deux découvertes en Lozère : 
- Euphorbia duvalii (es) Lecoq et Lamotte, ou Euphorbe de Duval[35],[36],[37], dans les « débris calcaires au-dessus de Florac, en montant au Causse Méjean ; [et] Mont-Vaillant » ; endémique du sud de la France, elle est dédiée à Joseph Duval-Jouve, « proviseur du Collège de Grasse, botaniste d'un très grand mérite, et connu dans les sciences naturelles par des travaux divers, et notamment par un mémoire des plus remarquables sur les Bélemnites »[38] ;
- Arenaria ligericina Lecoq et Lamotte, ou sabline de la Loire (dite aussi sabline de Lozère), « dans les débris calcaires au-dessus de Florac en montant sur le Causse Méjean ; gorges du Tarn ; rochers de la Malène[39] ». Plante endémique des Cévennes, le nom de sabline de la Loire vient de la proximité de la source de la Loire située au nord des Cévennes[40].
- Rubus godronii Lecoq et Lamotte : présente dans l'ouest et le centre de l'Europe[40], elle est nommée en l'honneur de Dominique-Alexandre Godron, qui l'a découverte le premier dans les environs de Nancy et la rapporte d'abord à Rubus wahlbergii Arrhenius avant de pouvoir la comparer au spécimen type. Il fait subséquemment savoir la découverte d'une nouvelle espèce à divers botanistes, dont Henri Lecoq et Martial Lamotte[40]. Entre-temps ces derniers l'ont découverte dans les « haies et broussailles près d'Orcines, [à] la Fontaine-du-Berger, à la base du Puy-de-Dôme, [et dans les] bois de la Prada près Saint-Amant-Tallende[41] », et dédient la nouvelle espèce à son réel découvreur[40].

### Coquillages
Henri Lecoq élargit ses domaines d'intérêt ; il acquiert ainsi en 1854 la collection de Pierre-Louis Duclos, constituée de 80 000 spécimens de mollusques provenant du monde entier et inclut tous les « types » de ses espèces. Elle est conservée au Muséum d'histoire naturelle Henri Lecoq de Clermont-Ferrand.

### Géologie
Il étudie également la formation géologique de l'Auvergne et la formation des glaciers, et établit la première carte géologique du département du Puy-de-Dôme, au quarante-millième, imprimée aux frais du Conseil général (1861) ; c'est le fruit de plus de 30 ans de recherches sur le terrain. Son autre œuvre majeure dans ce domaine est son Époques géologiques de l'Auvergne (1867), en cinq volumes. Il y conserve les divisions stratigraphiques établies par Pomel : argiles sableuses à la base, calcaires gréseux puis marneux, et une division incluant les calcaires à phryganes, sables et alluvions dépourvus d'éléments volcaniques et les meulières.
L'affaire de la découverte du volcanisme du Puy de Dôme
Lorsque Jean-Étienne Guettard étudie les volcans d'Auvergne, cette découverte lui est fort contestée et empreinte de nombreuses controverses. Lecoq est l'un de ceux qui s'inscrivent à faux dans cette affaire qui a traîné sur plusieurs dizaines d'années. Pour plus de détailsn voir Jean-Étienne Guettard, section « Critique des critiques ».

### Météorologie
Il se penche également sur la météorologie, car de même que la connaissance du sol, il considère cette connaissance du climat indispensable dans son étude de la géographie botanique. Il fait construire sur le toit de sa maison un observatoire où il effectue des relevés de températures quotidiens.

## Ses collections
Lecoq ne se contente pas d'arpenter l'Auvergne. Il fait de fréquentes visites dans le Nord où il retrouve sa famille. Il sillonne toute la France, le Piémont, la Suisse, la Hollande, la Belgique, et jusqu'à Saint-Pétersbourg où il est invité pour être membre d’un jury horticole. Chaque déplacement est une occasion de récolter plantes, fossiles, minéraux et animaux. À la fin de sa vie, son herbier réunit près de cent mille individus ; sa collection de coquilles de mollusques inclut quelque cent mille échantillons représentant dix mille espèces ; il a aussi réuni de nombreux spécimens de mammifères et oiseaux présents sur le Plateau central de la France, une collection d'œufs des oiseaux d'Europe, et une importante collection d'insectes.

## Hommages
Un jardin public, situé à l'emplacement de l'ancien jardin botanique dont il fut directeur, et un muséum d'histoire naturelle portent son nom à Clermont-Ferrand.
Diverses espèces végétales ont été nommées d'après Lecoq, notamment le genre Lecokia (famille des Apiacées),, l'espèce Centranthus lecoqii, Jord., etc.
Il est officier de la légion d'honneur.

## Publications
- « Notice sur les titres et les travaux de Henri Lecoq », Liste établie par Henri Lecoq de ses publications, sur gallica, 1857 (consulté en mars 2023).

### Botanique
- [Lecoq 1827] Henri Lecoq, Recherches sur la reproduction des végétaux (thèse de doctorat en pharmacie), Clermont, impr. Thibaud-Landriot, 1827, 30 p. (lire en ligne ).
- [Lecoq 1828] Henri Lecoq, Précis élémentaire de botanique…, Paris, libr. Maire-Nyon, succ. d'Aumont, 1828, 472 p. (lire en ligne ).
- [1829] De la préparation des herbiers pour l'étude de la botanique, Paris.
- [1831] Principes élémentaires de botanique et de physiologie végétale.
- [Lecoq & Juillet 1831] Henri Lecoq et Jules Juillet, Dictionnaire raisonné des termes de botanique et des familles naturelles…, Paris / Clermont-Ferrand, libr. J.B. Baillère / impr. Thibaud-Landriot, 1831 (lire en ligne ).
- [1844] Traité des plantes fourragères, ou flore des prairies naturelles et artificielles de la France…, Clermont-Ferrand / Paris, libr.-éd. H. Cousin, 1844, 620 p. (lire en ligne ).
- [1845] De la fécondation naturelle et artificielle des végétaux et de l'hybridation… (médaille d'or des Dames patronnesses du Cercle d'horticulture, devenu la Société impériale et centrale d'horticulture), Paris, Audot, 1845 (réimpr. 1862, 106 gravures + 425 p., éd. libr. agricole de la maison rustique), 287 p. (lire en ligne ).
- [Lecoq & Lamotte 1847] Henri Lecoq et Martial Lamotte, Catalogue raisonné des plantes vasculaires du Plateau central de la France, Paris, libr. Victor Masson, 1847, 440 p. (lire en ligne ).
- [1847] « De la toilette et de la coquetterie des végétaux » (détaché de La vie des fleurs, 25e tableau p. 326), La Belgique horticole, vol. 12,‎ 1847, p. 80-89 (lire en ligne , consulté en mars 2023).
- [1854] Remarques sur l'horticulture de quelques parties de l'Europe, Clermont-Ferrand, typogr. Pérol, 1847, 40 p. (lire en ligne ).
- [1854] Essai sur la distribution géographique des végétaux à fleurs colorées (thèse de doctorat en sciences naturelles, faculté des sciences de Lyon), Clermont-Ferrand, impr. Thibaud-Landriot frères, 2 décembre 1854, 48 p. (lire en ligne  [PDF]).
- [1854-1858] Études sur la géographie botanique de l'Europe, et en particulier sur la végétation du plateau central de la France (9 tomes), Paris, libr. J.-B. Baillère, 1854-1858 :

- t. 1, 1854, xv + 521 p. ;
- t. 2, 1854, vii + 510 p. ;
- t. 3, 1854, viii + 516 p. ;
- t. 4, 1855, vi + 536 p. ;
- t. 5, 1856, vii + 603 p. ;
- t. 6, 1857, vii + 480 p. ;
- t. 7, 1857, vii + 601 p. ;
- t. 8, 1858, vii + 623 p. ;
- t. 9, 1858, viii + 559 p.

- [1861] La vie des fleurs (traduit en allemand 1862), Paris, libr. L. Hachette et Cie, 1861, 348 p. (lire en ligne )
- [1862] Botanique populaire (215 gravures), Paris, librairie agricole de la maison rustique, 1862, 408 p. (lire en ligne )

### Géologie
- [1826] Élémens de minéralogie appliquée aux sciences chimiques (2 tomes : t. 1, p. 522 p. ; t.2, 490 p.), Paris, libr. Thomine, 1826 (présentation en ligne).
- [1830] Henri Lecoq et Jean-Baptiste Bouillet, Vues et coupes des principales formations géologiques du Puy-de-Dôme, Paris / Clermont-Ferrand, impr. Berger-Levrault / impr. Thibaud-Landriot, 1830, 28 pl. + 266 (lire en ligne ).
- [1830] Henri Lecoq et Jean-Baptiste Bouillet, Coup d'œil sur la structure géologique et minéralogique du groupe des Monts-Dores, accompagné de la description et des échantillons des substances minérales qui le composent, Clermont-Ferrand, impr. Thibaud-Landriot, 1830, 5 pl. + 48 (lire en ligne ).
- [Lecoq & Bouillet 1831] Henri Lecoq et Jean-Baptiste Bouillet, Itinéraires du département du Puy-de-Dôme…, Paris /  Clermont-Ferrand, F.G. Levrault / impr. Thibaud-Landriot, 1831, 178 p. (lire en ligne ). Dont Carte itinéraire Géologique et Hydrographique du Département du Puy-de-Dôme.
- [1834] Henri Lecoq, Promenades aux environs de Clermont et du Mont-Dore, ou souvenirs du congrès géologique de 1833, Paris, libr. J.-B. Baillère, 1834. Extrait : « Course du Puy-de-Dôme, journée du 28 août 1833 ».
- [1838] Note sur les petits lacs des terrains basaltiques de l'Auvergne (monographie), Clermont-Ferrand, impr. Thibaud-Landriot, 1838, 11 p. (lire en ligne ).
- [1847] Des glaciers et des climats, ou Des causes atmosphériques en géologie…, Paris / Strasbourg, éd. P. Bertrand / libr. Veuve Levrault, 1847, 566 p. (lire en ligne ).
- [1861] Atlas géologique du département du Puy-de-Dôme (exécuté à ses frais pendant les années 1827 à 1858 (31 ans) et publiée aux frais du département pendant les années 1859 à 1861 (3 ans)), Clermont-Ferrand, Imprimerie lithographique Paris-Beaulieu, imprimé en noir et en couleur par Gilberton, 1861 (lire en ligne).
- [1866] « Les volcans du centre de la France » (conférence à la Sorbonne), Revue des cours scientifiques de la France et de l'étranger, no 11,‎ 10 février 1866, p. 177-182 (lire en ligne , consulté en mars 2023)
- [1867] Les époques géologiques de l'Auvergne (5 tomes : t. 1, 504 p. ; t. 2, 582 p. ; t. 3, 574 p. ; t.4, 494 p. ; t.5, 560 p.), Paris, libr. Baillère et Fils, 1867.
- [Dumas-Aubergier & Lecoq 1869] Dr. Dumas-Aubergier et Henri Lecoq, Du lymphatisme et de la scrofule chez les enfants, des maladies des femmes et de certaines affections des yeux : traitement spécial à Saint-Nectaire (Dumas-Aubergier) suivi de Itinéraires, description des environs, topographie et géologie (Lecoq), Clermont-Ferrand, typogr. Ferdinand Thibaud, 1869, 251 p. (lire en ligne ).
- [1871] Considérations sur les phénomènes glaciaires de l'Auvergne (observations présentées à l'académie de Clermont le 5 mai 1870), Clermont-Ferrand, impr. Thibaud-Landriot, 1871, 40 p..

### Eaux et eaux minérales
- [1831] « Analyse des eaux minérales de Sainte-Claire à Clermont-Ferrand », Bulletin des sciences naturelles et de géologie, nos 26-27,‎ 1831, p. 160-161 (lire en ligne , consulté en mars 2023)
- [1838] Recherches analytiques et médicales sur l'eau minérale de Grandrif, près d'Ambert (Puy-de-Dôme) (monographie), Clermont-Ferrand, impr.-libr. Pérol, 1838, 16 p. (lire en ligne).
- [1839] Recherches sur les eaux thermales et sur le rôle qu'elles ont rempli à diverses époques géologiques (monographie), Clermont-Ferrand, impr.-libr. Pérol, 1839, 36 p. (lire en ligne ).
- [1864] Les eaux minérales du massif central de la France, considérées dans leurs rapports avec la chimie et la géologie, Paris, éd. J. Rothschild, 1864, 256 p. (lire en ligne ).
- [1864] Les eaux minérales, considérées dans leurs rapports avec la chimie et la géologie, Paris, éd. J. Rothschild, 1864, 464 p. (lire en ligne ).
- [1871] L'eau sur le plateau central de la France, Paris, J.-B. Baillère et Fils, 1871, 394 p. (lire en ligne ).

### Collection «Description pittoresque de l'Auvergne»
- [1831] Itinéraire de Clermont au Puy de Dôme, ou description de cette montagne et de la vallée de Royat et Fontanat, Clermont-Ferrand, impr. Thibaud-Landriot, 1831, 95 p. (lire en ligne ).
  - seconde édition : [1836] Itinéraire de Clermont au Puy de Dôme, ou description de cette montagne et de la vallée de Royat et Fontanat (4 lithographies), Clermont-Ferrand, Imprimerie de Thibaud-Landriot, coll. « Description pittoresque de l'Auvergne » (no 4), 1836, 2e éd., 102 p. (lire en ligne ).
- [Lecoq 1835] Henri Lecoq, L'indicateur d'Auvergne, ou Guide du Voyageur aux lieux et monuments remarquables situés dans les départements du Puy-de-Dôme, du Cantal et de la Haute-Loire, Paris, libr. J.B. Baillère, coll. « Description pittoresque de l'Auvergne », 1835, 62 p. (lire en ligne).
- [1835] Le Mont-Dore et ses environs, ou remarques sur la structure et la végétation de ce groupe de montagnes…, Clermont-Ferrand, impr. Thibaud-Landriot, coll. « Description pittoresque de l'Auvergne », 1835, 16 pl. + XII-437 (lire en ligne ). Accompagné d'un Atlas colorié
- [1836] Vichy et ses environs, ou description des eaux thermales,... avec quelques considérations sur l'action médicale des eaux, Paris, libr. J.-B. Baillère, coll. « Description pittoresque de l'Auvergne », 1836, 8 pl. + 244 (lire en ligne ).
- [1836] Chaudesaigues et ses eaux thermales, Paris, libr. J.-B. Baillère, coll. « Description pittoresque de l'Auvergne », 1836, 244 p. (lire en ligne ).

### Autres
- [1849] Notice sur la manufacture céramique de Billom (Puy-de-Dôme) et sur l'exposition de ses produits en 1849 (signé « Président de la Chambre de Commerce »), 1849, 11 p. (lire en ligne ).
- [1855] Exposition de l'industrie départementale faite sous les auspices et aux frais de la Chambre de commerce de Clermont-Ferrand (inclut un discours du maire ; et un rapport sur les produits de l'exposition de 1854, par une commission composée de MM. Roux-Laval, vice-président ; Deshaires-Domergues, Perol, de Palisseaux, et Lecoq, président et rapporteur), typogr. Hubler & Dubos, 1855, 56 p. (lire en ligne ).